# Елбридж Колбі
Елбридж Ендрю Колбі (англ. Elbridge Andrew Colby; нар. 30 грудня 1979) — американський фахівець з питань національної політики безпеки, який обіймає посаду заступника міністра оборони з питань політики. З 2017 по 2018 рік обіймав посаду заступника помічника міністра оборони зі стратегії та розвитку збройних сил за часів першої адміністрації Трампа. Відіграв ключову роль у розробці Національної оборонної стратегії США 2018 року, яка, серед іншого, змістила акцент Міністерства оборони США на Китай.
У червні 2018 року призначений директором Оборонної програми в Центрі нової американської безпеки. 2019 року разом з Весом Мітчеллом став співзасновником Marathon Initiative, великого стратегічного аналітичного центру. У грудні 2024 року новообраний президент Трамп висунув кандидатуру Колбі на посаду заступника міністра оборони з питань політики.
Вважаючи себе реалістом, розглядає Китай головною загрозою для США. Вважає, що США повинні перенаправити свої військові ресурси до Азії, щоб запобігти захопленню Тайваню Китаєм. Підтримує скорочення військової допомоги Україні.

## Освіта та початок кар'єри
1986 року переїхав до Токіо, коли його батька призначили керівником токійського офісу First Boston, і повернувся до США у 13 років. У Токіо навчався в Американській школі в Японії в Тьофу. Після повернення до США закінчив школу Гротон (випуск 1998 року), де працював редактором шкільної газети. 2002 року закінчив Гарвардський коледж та 2009 року Єльську школу права. На початку кар'єри понад п'ять років працював в Міністерстві оборони, Державному департаменті та в розвідувальному співтоваристві, зокрема 2003 року в Коаліційній тимчасовій адміністрації в Іраку. Колбі також працював в офісі директора Національної розвідки у 2005—2006 роках.
З 2010 по 2013 рік працював аналітиком у CNA, некомерційній дослідницькій та аналітичній організації, яка фінансувалася з федерального бюджету. З 2014 по 2017 рік був стипендіатом Роберта Гейтса в Центрі нової американської безпеки. 2015 року розглядався на важливу посаду в президентській кампанії Джеба Буша 2016 року, але його не взяли на роботу після заперечень «видатних неоконсерваторів-інтервенціоністів».

## Перша адміністрація Трампа
У травні 2017 року призначений заступником помічника міністра оборони зі стратегії та розвитку збройних сил, й обіймав цю посаду до 2018 року. На цій посаді Колбі відповідав за оборонну стратегію, розвиток збройних сил і стратегічний аналіз політики міністра оборони. Був головним представником Міністерства оборони під час розробки Стратегії національної безпеки 2017 року.
На посаді заступника помічника міністра був провідним посадовцем у розробці та впровадженні стратегічного планування для департаменту — Стратегії національної оборони 2018 року. У департаменті заявляли: «Міждержавна стратегічна конкуренція, а не тероризм, зараз є головною проблемою національної безпеки США», а «центральним викликом процвітанню та безпеці США є відродження довгострокової стратегічної конкуренції», головним чином з боку Китаю та Росії. Колбі сказав, що «головним викликом, з яким стикається Міністерство оборони та Об'єднані сили, є руйнування військової переваги США над Китаєм і Росією».
Видання «Politico» повідомляло, що під час переорієнтації американських оборонних ресурсів з Близького Сходу на Китай Колбі зіткнувся зі значними бюрократичними суперечками з боку Центрального командування збройних сил США й Об'єднаного штабу, але отримав підтримку від ПС та ВМС.

## Подальша кар'єра
Після звільнення з Міністерства оборони 2018 року повернувся до Центру нової американської безпеки, де продовжував працювати над питаннями оборони до 2019 року. Потім запустив «Марафонську ініціативу» — аналітичний центр, який займався розробкою стратегій для США щодо конкуренції зі світовими конкурентами.
2021 року розширив свої погляди у своїй першій книзі «Стратегія заперечення: американська оборона в епоху конфлікту великих держав», яку «Волл-стріт джорнел» назвав однією з десяти найкращих книг 2021 року.

## Друга адміністрація Трампа

### Висування кандидатури та затвердження
22 грудня 2024 року новообраний президент Трамп висунув кандидатуру Колбі на посаду заступника міністра оборони з питань політики. Попри підтримку впливових діячів MAGA, як-от віцепрезидент Джей Ді Венс та інфлюенсер Чарлі Кірк, його висунення викликало критику з боку прихильників оборони Республіканської партії, як-от сенатор Том Коттон, через його попередні коментарі про те, що придбання Іраном ядерної зброї не становитиме екзистенційної загрози для США. Під час слухань у Комітеті Сенату США з питань збройних сил 4 березня 2025 року Колбі заявив, що за необхідності без вагань порадить Трампу щодо військових варіантів зупинення ядерної програми Ірану. Він також підтвердив свій намір збільшити військові ресурси США в Індо-Тихоокеанській області та закликав Тайвань збільшити свій оборонний бюджет з 2,5 % ВВП до 10 %. Номінацію Колбі підтвердили голосуванням Сенату 54 проти 45 8 квітня 2025 року. Сенатор Мітч Макконнелл — єдиний республіканець, який виступив проти висунення кандидатури Колбі, що призвело до критики з боку республіканців, зокрема Джей Ді Венса та Нейта Морріса.

### На посаді
У травні 2025 року Колбі заявив британським чиновникам, що США хочуть, щоб британські збройні сили менше зосереджувалися на Індо-Тихоокеанській області та більше на євроатлантичній. Також висловив стурбованість щодо посилання Великою Британією HMS Prince of Wales до Індо-Тихоокеанської області. У червні 2025 року наполягав, щоб Міністерство оборони розпочало перегляд питання про скасування угоди AUKUS з Австралією та Великою Британією. А також, щоб Японія збільшила свої військові витрати до 3,5 % ВВП, що призвело до скасування Японією зустрічі між державним секретарем США Марко Рубіо та міністром оборони США Пітом Гегсетом, а також міністром оборони Японії Геном Накатані та міністром закордонних справ Такеші Іваєю у Вашингтоні.

## Політичні погляди
Ідентифікує себе як реаліста. Вважає, що Китай є головною загрозою США, і Азія має бути пріоритетом зусиль і ресурсів США. Він виступає за те, щоб США переорієнтували своє військове планування та ресурси для підготовки до конфлікту через Тайвань, а також підтримує зміцнення промислового потенціалу США. У статті для журналу «Тайм», написаній у співавторстві з президентом фонду Heritage Foundation Кевіном Робертсом, Колбі написав: «[Нам] потрібно абсолютно чітко усвідомити: безперечно, головною зовнішньою загрозою для Америки є Китай — безумовно». Він є «прихильником пріоритетів», вважаючи, що США мають обмежені військові ресурси, і таким чином підтримує переорієнтацію військових ресурсів США з Близького Сходу та Європи на Азію та Китай. «Foreign Policy» описує його як «найгучніший і, мабуть, найпереконливіший голос у Вашингтоні, який виступає за повний відхід від Європи, НАТО та Росії та наближення до зростального виклику з боку Китаю».

### Азія
Вважає, що Китай прагне регіональної гегемонії над Азією, і це найважливіший регіон світу, і Китай досягне своєї мети, якщо не втрутиться США. За його словами, якщо Китаю дозволять домінувати в Азії, це серйозно погіршить майбутні перспективи та свободу дій Америки, потягне американську економіку вниз по ланцюгу вартості та зробить США менш стійкими до тиску Китаю. На його думку, найефективнішим способом для Китаю досягти регіональної гегемонії був би напад на союзника або квазісоюзника США, яким він називає Тайвань. Він виступає за «стратегію заперечення», щоб позбавити Китай регіональної гегемонії та зупинити або запобігти потенційному вторгненню на Тайвань. Вважає, що напад на Тайвань призведе до «обмеженої війни», яка прагнутиме спричинити найменші потрясіння в регіоні, без мотивації з жодної сторони до ескалації; він закликає США підготуватися до такого сценарію. Також закликає до створення «антигегемоністської коаліції» зі союзників США в Азії, щоб зупинити захоплення Тайваню Китаєм; вважає, якщо коаліції не вдасться зупинити захоплення Тайваню, Китай може наступними захопити Філіппіни та В'єтнам. Виступає за припинення політики стратегічної невизначеності США щодо Тайваню, і Тайвань повинен збільшити свої військові витрати до 10 % свого ВВП. Хоча, на думку Колбі, Тайвань — важливий для США, не вважає його «екзистенційним інтересом» й «основний інтерес Америки полягає в тому, щоб позбавити Китай регіональної гегемонії».
Попри свою репутацію «яструба» проти Китаю, він не називає Комуністичну партію Китаю чи китайського лідера Сі Цзіньпіна «злими» та відкидає «карикатурне зображення» Китаю як «нестримно ненажерливого», вважаючи Китай «зростальною державою» з «раціональним інтересом до розширення своєї сфери впливу та вважаючи себе ображеними та зневаженими». Підтримує ставлення до Китаю з повагою та «міцним щитом стримування», продовжуючи, кажучи, що його політика полягає в «збереженні статус-кво. Моя стратегія не спрямована на придушення чи приниження Китаю… Я вважаю, що Китай міг би досягти розумного уявлення про відродження великої китайської нації, що узгоджується з досягненням моєї стратегії. Якщо все це разом скласти, це виглядає як хтось, хто виступає за мир на основі реалістичного розуміння світу». На його думку, США не повинні прагнути змінювати внутрішню політику чи ідеологічну систему Китаю, доки Китай не прагне регіональної гегемонії.
Підтримує зниження пріоритетності Північної Кореї, заявивши агентству Йонхап у травні 2024 року, що «фундаментальний факт полягає в тому, що Північна Корея не є основною загрозою для США», і «було б нераціонально втрачати кілька американських міст лише заради боротьби з Північною Кореєю». Закликав Південну Корею взяти на себе «переважну відповідальність» за власну оборону від Північної Кореї, а США втручатимуться лише за умови втручання Китаю. Також сказав, що Збройні сили США в Кореї повинні зосередитися на захисті Південної Кореї від можливих китайських атак, а не бути «заручниками розв'язання північнокорейської проблеми». Підтримує передачу оперативного контролю воєнного часу від США до Південної Кореї, водночас сигналізує про відкритість до придбання Південною Кореєю ядерної зброї. Він заявив, що ядерне роззброєння Північної Кореї є «неймовірно далекою» ідеєю, натомість закликає зосередитися на більш «досяжних» цілях, як-от контроль над озброєннями, спрямований на обмеження дальності північнокорейських міжконтинентальних балістичних ракет. Він виступає за те, щоб Японія витрачала більше на свої військові потреби, заявивши «Ніхон» у вересні 2024 року, що Японія повинна витрачати 3 % свого ВВП на військові потреби.

### Європа
Вважає, що допомога Україні під час російського вторгнення в Україну ставить під загрозу зосередженість Америки на Китаї. 2023 року заявив «Politico», що «Україна не повинна бути в центрі уваги. Найкращий спосіб уникнути війни з Китаєм — це бути чітко підготовленим, щоб Пекін усвідомлював, що напад на Тайвань, ймовірно, зазнає невдачі. Нам потрібно бути яструбом, щоб досягти моменту, коли зможемо бути голубом. Йдеться про баланс сил». Пізніше Колбі написав, що «в інтересах Америки уникнути [поразки України], але ми повинні досягати цих інтересів у спосіб, що відповідає нашому найвищому пріоритету — відновленню потужної оборони вздовж першого острівного ланцюга Азії». Він виступає проти членства України в НАТО.. Натомість підтримує європейські країни у виділенні більших ресурсів на протидію Росії та зміцнення своїх збройних сил, що дозволить США переорієнтувати свої ресурси на Азію. Він вважає, що європейські члени НАТО повинні витрачати близько 3-4 % свого ВВП на оборону, і США повинні бути «готові використовувати батіг і пряник, щоб стимулювати правильну, з нашого погляду, поведінку» щодо європейських країн.

### Близький Схід
Підтримує скорочення військової присутності США на Близькому Сході, регіоні, який назвав «відносно неважливим» з геополітичної точки зору. Підтримує виведення американських військ з Перської затоки, стверджуючи, що США можуть протидіяти Ірану «ефективніше», «зміцнюючи військовий потенціал своїх партнерів у регіоні». Виступає проти прямих військових дій проти Ірану, стверджуючи, що стримування Ірану, який має ядерну зброю, «є цілком правдоподібною та практичною метою». У статті, написаній незадовго до нападу ХАМАС на Ізраїль 7 жовтня, закликав до «перезавантаження» відносин Америки з Ізраїлем, заявивши, що Америка повинна «більше покладатися на судження Ізраїлю щодо того, як найкраще розв'язувати свої проблеми безпеки», і хоча США повинні бути готові надавати матеріальну та політичну підтримку Ізраїлю, вони повинні розуміти, що США, які «не можуть дозволити собі бути втягнутими в чергову близькосхідну війну, візьмуть на себе допоміжну роль». Пізніше поставив під сумнів зусилля адміністрації Байдена щодо протидії хуситам у Ємені.

## Вибіркові публікації
- The Strategy of Denial: American Defense in an Age of Great Power Conflict (Yale University Press, 2021)[35]